# Группа сортов
Группа сортов — совокупность сортов культурных растений, полученная в результате селекции или отбора и обладающая определённым набором характеристик, который отличает эту совокупность растений от других сортов или групп того же рода или вида.
Названием группы является сочетание названия рода, или низшего таксона и эпитета группы. Примеры: Allium cepa Shallot Group; Brassica oleracea Gemmifera Group; Dracaena Deremensis Group; Hydrangea Lacecap Group; Rosa Polyantha Group.
Согласно требованиям Международного кодекса номенклатуры культурных растений, каждое слово эпитета группы должно начинаться с заглавной буквы. Вне зависимости от правил конкретного языка, слово «Group» или его эквивалент в других языках должно писаться с заглавной буквы.

## Примеры
- Rhododendron Jacqueline Group объединяет все сорта, полученные в результате скрещивания Rhododendron 'Albatross' и Rhododendron facetum.
- Clematis Heracleifolia Group — сорта, у которых хотя бы один из родителей принадлежит или получен от видов подрода Clematis subgen. Tubulosa (Decne.) Grey-Wilson, таких как Clematis heracleifolia, Clematis stans, Clematis tubulosa.